# Chiesa di San Lorenzo (Cagliari)
La chiesa di San Lorenzo, intitolata anche a san Pancrazio e alla Madonna del Buon Cammino, è una chiesa medievale di Cagliari. Il piccolo tempio si trova sulla cima del colle di Buon Cammino ed è raggiungibile praticando una salita che, dal viale omonimo, conduce allo spiazzo panoramico dove prospetta la chiesa. Nella chiesa la Messa è di norma officiata la domenica mattina e il 10 agosto, in occasione della festa del titolare. Fa parte della parrocchia della Cattedrale di Cagliari.

## Storia
La chiesa, con l'originaria intitolazione a sanctum Brancasium (san Pancrazio, da cui deriva anche il nome della vicina torre), è documentata dal 1263, ma gli studiosi fanno risalire l'erezione della fabbrica, in stile romanico, al primo quarto del XII secolo. In età spagnola la chiesa ricevette l'intitolazione alla Madonna del Buen Camino, segno beneaugurale per coloro che vi entravano a pregare prima di intraprendere un viaggio, sorgendo la chiesa appena fuori le mura della città. Infine, nel XVIII secolo, si aggiunse l'intitolazione al martire san Lorenzo. Proprio al '700 risalgono gli ampliamenti e i rimaneggiamenti che hanno portato alla conformazione dell'attuale edificio.

## Descrizione
L'originaria chiesa romanica è in parte conservata, racchiusa entro una sorta di "involucro" settecentesco, costituito da un atrio (per la costruzione del quale venne demolita l'antica facciata), preceduto da un loggiato, e dalle cappelle laterali, voltate a cupola. Si conservano le due navate dell'antica fabbrica, divise da archi a tutto sesto su colonne. Le navate conservano le originarie volte a botte, ma hanno perso le absidi semicircolari, sostituite nel settecento da mura, a cui si addossano gli altari.